# Кочкор-Ата (Ошская область)
Кочкор-Ата (кирг. Кочкор-Ата) — село в Узгенском районе Ошской области Кыргызстана. Входит в состав Кызыл-Октябрьского аильного округа. Код СОАТЕ — 41706  255 844 05 0

## Население
По данным переписи 2023 года, в селе проживало 991 человек.